# Four Star Records

Logo der Four Star Records

Four Star Records (auch: 4 Star) war ein US-amerikanisches Musiklabel. Four Star ist vor allem für seine Country- und teilweise auch für seine Rockabilly-Aufnahmen während der 1950er-Jahre bekannt. Der Sitz des Labels lag in Pasadena, Kalifornien.

## Geschichte
Four Star Records wurde 1945 kurz nach Ende des Zweiten Weltkrieges von Richard A. „Dick“ Nelson, Bill McCall und Cliff McDonald als Sublabel von Gilt-Edge Records gegründet. Bereits Ende 1946 war das Label fast pleite, doch dann investierte McCall 5.000 Dollar in das Unternehmen und erwarb das Label. Schon bald hatte 4 Star Country-Stars wie Hank Locklin, die Maddox Brothers and Rose, Webb Pierce und T. Texas Tyler unter Vertrag. Herausgebracht wurde neben Country auch mexikanische Musik, Rhythm & Blues – darunter zahlreiche Platten von Ivory Joe Hunter – und Jazz, u. a. frühe Aufnahmen von Charles Mingus. Zuerst lag der Firmensitz in Hollywood, McCall verlegte ihn jedoch 1948 nach Pasadena. Mit Beginn des „Rockabilly-Booms“ ab 1955 konnte auch Four Star mit solchen Künstlern aufwarten. Sammy Masters, Jimmy Wolford, Gene Brown oder Charley Ryan waren nur einige von ihnen. Ende der 1950er-Jahre konnte man mit Patsy Cline einen großen Erfolg verbuchen. Ihr Song Walkin' After Midnight, bei Four Star veröffentlicht, wurde Country- und Pop-Hit und er eröffnete Cline die Tore für eine nationale Karriere. Jedoch bestanden zwischen ihr und dem Label Differenzen, so dass Cline zu Decca Records wechselte.
Genau wie Starday es später mit seinem Sublabel Dixie Records gemacht hatte, konnten Künstler bei der OP-Serie (OP stand für Other People) ihre eigenen Platten pressen lassen.
Four Star brachte seine letzten Platten Ende der 1960er-Jahre heraus.